# Sara Björk Gunnarsdóttir
Sara Björk Gunnarsdóttir (1990. szeptember 29. –) izlandi női válogatott labdarúgó. Az Olympique Lyon játékosa.

## Pályafutása

### Klubcsapatokban
2004-ben, mindössze 13 évesen és 9 hónaposan lépett pályára az izlandi másodosztályban.

### A válogatottban
2009-ben mutatkozott be a válogatottban egy Szlovénia elleni mérkőzésen. Még ugyanebben az évben részt vett az Algarve-kupán, ahol mindhárom találkozón szerepelt, a Norvégia elleni 3-1-es győzelemből pedig két góllal vette ki részét.

## Sikerei

### Klubcsapatokban
Izlandi bajnoki ezüstérmes (1):
- Breiðablik (1): 2009

 Izlandi bajnoki bronzérmes (2):
- Breiðablik (2): 2008, 2010

 Svéd bajnok (4):
- FC Rosengård (4): 2011, 2013, 2014, 2015

 Svéd kupagyőztes (1):
- FC Rosengård (1): 2016

 Svéd szuperkupa-győztes (4):
- FC Rosengård (4): 2011, 2012, 2015, 2016

 Német bajnok (2):
- VfL Wolfsburg (3): 2016–17, 2017–18, 2018–19

 Német kupagyőztes (2):
- VfL Wolfsburg (3): 2016–17, 2017–18, 2018–19

 Francia kupagyőztes (1):
- Olympique Lyon (1): 2020

Bajnokok Ligája győztes (1):
- Olympique Lyon (1): 2019-20

### Egyéni
- Az év játékosa (6): 2013, 2015, 2016, 2017, 2018, 2019
- Az év sportolója (2): 2018, 2020